# Johnny Wactor
Johnny Wactor wł. John William Wactor III (ur. 31 sierpnia 1986 w Charleston, zm. 25 maja 2024 w Los Angeles) – amerykański aktor, znany z roli Brando Corbina w serialu General Hospital i Johnny'ego w serialu Siberia. Grał także w serialu Army Wives oraz w filmach USS Indianapolis: Men of Courage i Supercell.

## Wczesne życie
John W. Wactor III urodził się 31 sierpnia 1986 w Charleston w Południowej Karolinie. Miał dwóch braci, Lance'a i Granta. Dorastał w Summerville w Południowej Karolinie, gdzie w 2004 roku ukończył Summerville High School, a w 2009 roku ukończył College of Charleston.

## Życie prywatne i śmierć
Według doniesień Wactor spotykał się z aktorką Kaitlin Sullivan, która grała w filmie Fresh Off the Boat, ale para później zerwała. W chwili śmierci pracował jako barman.
Wactor zginął na rogu ulicy Pico Boulevard w centrum Los Angeles 25 maja 2024 roku w wieku 37 lat, kiedy trzech mężczyzn próbowało ukraść katalizator z jego pojazdu. Zastrzelili go i uciekli z miejsca zdarzenia. Wactor został zabrany do szpitala, gdzie stwierdzono zgon.
Pogrzeb Johnny'ego Wactora odbył się w kościele baptystów Summerville w Summerville w Południowej Karolinie 16 czerwca 2024 roku, trzy tygodnie po jego śmierci. 15 sierpnia 2024 roku aresztowano czterech mężczyzn w związku z morderstwem Wactora. Cztery dni później prokuratorzy oskarżyli dwóch mężczyzn, powiązanych z gangiem ulicznym z South Los Angeles, o morderstwo; dwóm pozostałym mężczyznom postawiono zarzuty mniejszej wagi.